# いちたかガスワン
株式会社いちたかガスワンは、北海道札幌市中央区に本社を置くLPガス･灯油など燃料を販売する企業。

## 沿革
- 1960年 - 株式会社高橋燃料店を設立。
- 1969年 - 株式会社一高たかはしに商号変更。
- 1999年 - ウェルネット子会社化。
- 2003年 - JASDAQ市場に上場。
- 2009年 - ウェルネットとの親子関係を解消するため、株式交換によりウェルネットの完全子会社となる。
- 2010年 - 株式会社サイサンの100%子会社となる。
- 2013年 - 株式会社ガスコープいちたか及び株式会社十勝エネルギーを吸収合併するとともに、西山油機株式会社のホームエネルギー事業を継承し、株式会社いちたかガスワンに商号変更。
- 2018年 - 夕張市の三好土建株式会社を子会社化。

## スポンサー番組

### 現在
- 札幌テレビ放送「どさんこワイド」火曜日18時台後半部

### 過去
- 北海道文化放送「森田一義アワー 笑っていいとも!」木曜日前半部（1992年～1993年頃放映）